# Khorramxahr
Khorramxahr (persa: خرمشهر; àrab: خرمشهر, Ḫurramxahr) és un port i ciutat de la província de Khuzestan, a l'Iran, uns 10 km al nord d'Abadan, a la dreta del Xatt al-Arab (Arvand Rud, en persa), prop de la confluència amb el canal Haffar, afluent del Karun. És capital d'un comtat del mateix nom. La població del xahrestan ('comtat') era, el 2006, de 157.557 habitants (127.069 en la mateixa ciutat i 30.486 a la zona rural). D'abans de la guerra hi ha les dades oficials de 1966 que dona 156.281 habitants per al xahrestan). La temperatura a l'estiu pot arribar a 58 graus i no baixa de 8 graus a l'hivern; l'altura és de només 8 metres sobre el nivell de la mar i té molta humitat.

## Història
La zona fou poblada per elamites i després dominada pels aquemènides, macedonis, selèucides, parts i sassànides. A partir del temps dels parts s'esmenta una ciutat de nom Piyan, després anomenada Bayan, però no se sap si estava al lloc de la moderna Khorramxahr.
Al període àrab s'hi van instal·lar les tribus Bayan i Muhriza. El Xatt al-Arab es va dir antigament Su-yi Bayan, Su-yi Adudi (per haver estat allargat pel buwàyhida Adud al-Dawla) i Haffar ("Excavació"). Una població de poca importància per algun punt en aquest lloc és esmentada al segle X per al-Mukaddasi però no se'n torna a fer esment durant 800 anys. La zona fou reconeguda a l'Imperi Otomà pel tractat de Qasr-i Xirin però fou objecte de litigi a partir del 1700 fins que finalment el tractat d'Amir Aixraf de 1727 va reconèixer el domini otomà, situació que fou confirmada per Nàdir-Xah Afxar el 1747.
A l'inici del segle xix apareix altre cop sota el nom de Kut al-Muhammara ('Fortalesa Roja') que va originar la vila i port de Muhammara (vers 1812), on governaven els xeics àrabs de la tribu dels Kab (Banu Kaab), i estava situada al canal Haffar a uns 1500 metres de la seva confluència amb el Karun. El port va començar a competir a Bàssora i els otomans el van saquejar el 1838/1839. El poder principal era el xeic de la tribu Bani Kaab, Yusuf ibn Mardo fins al 1819 i després Djabir al-Kaabi Khan ibn Mardo que considerava que la seva autonomia estava millor preservada sota domini otomà però els perses discutien la frontera. El port fou reconegut a Pèrsia pel tractat d'Erzurum de 1847 però aquest tractat fou violat pels otomans que van crear a Fao, a al desembocadura de l'estuari, un fort que controlava els vaixells que anaven cap a Muhammara. Pèrsia va reclamar i una comissió ruso-britànica va establir el 1851 la frontera entre ambdues parts just a Mohammara, però l'acord mai no fou signat oficialment. Finalment el 1865 es va decidir que cada districte correspondria a qui l'ocupés de fet, el que afavoria als otomans però sobretot als caps locals àrabs, entre els quals els xeics de Muhammara foren virtualment independents. A la mort de Djabir al-Kaabi el 1881 el va succeir el seu fill Mazaal Khan ibn Djabir Khan, titulat Muaz al-Sultana, que fou substituït el 1897 pel seu germà Khazaal o Kazaal Khan ibn Djabir, titulat Sardar-i Aqdas.
El 1902 Gran Bretanya va reconèixer la independència del xeic d'Al-Ahwaz i el 1905 va signar un tractat d'aliança amb el xeic Kazaal (el darrer xeic d'Ahwaz), en forma similar al signat amb el xeic de Kuwait. El 1913 Pèrsia i l'Imperi Otomà van ratificar el tractat de límits d'Ard Roum de 1823, amb una clàusula addicional que reconeixia els drets de sobirania del xeics que tenien el control del territori, anomenat xeic de Mohammara, sobre la regió del Khuzestan. La comissió de delimitació no obstant va fixar la frontera a les aigües baixes del canal deixant així el canal amb les aigües fondes al costat otomà i després iraquià el que no va deixar de ser motiu de disputes. Amb la derrota otomana al final de la primera guerra mundial, i de fet ja des del 1917 quan els otomans van perdre Iraq, el territori fou plenament independent.
El 20 d'abril de 1925 el perses van envair el territori; els britànics van al·legar que el xeic Kazaal estava sota la seva protecció però no van voler o saber impedir l'atac i van permetre l'ocupació del país per les forces del xa en poques setmanes, i llavors es va formar la província d'Arabistan, després rebatejada Khuzestan. Fadlallah Khan Zahidi fou nomenat governador. Kazaal fou capturat i enviat a Teheran on fou obligat a abdicar en el seu fill Khaseb, que es va reconèixer vassall de Pèrsia i va denunciar tots els tractats fets amb altres països, excepte els fets amb Pèrsia. La llengua àrab fou prohibida. Les tribus àrabs van ser hostils al nou govern i al cap de tres mesos els antics soldats de Kazaal es van revoltar (juliol del 1925) dirigits per Xalaix i Sultan, proclamant la independència d'Al-Mohammara i hissant la bandera nacional que fou vermella, blanca i negra (l'anterior bandera del xeic havia estat blanca llisa). L'artilleria persa va posar fi a la revolta.
No va tardar a esclatar una altra rebel·lió dirigida pel xeic Abdel Mohsen Al Khaqani amb centre a Al-Mohammara, però tanmateix fou dominada. El 1928 es va revoltar Mohieddine Az Zebaq, cap de les tribus Txurfa, al districte d'Al-Hawizah, formant un govern que va resistir sis mesos. El 1929 es va rebel·lar el xeic Hadi Kaixef al Ghata, rebel·lió que es va mantenir, encara que a baix nivell, fins al 1939. L'ex xeic Kazaal va morir a Teheran el 1936.
El 1937 després d'un informe de l'Academia iraniana de cultura el consell de ministres va modificar el nom de la ciutat i la va rebatejar Khorramxahr (Ciutat Complaent). Les instal·lacions portuàries foren engrandides durant la II Guerra Mundial i es va construir una línia fèrria que va unir la ciutat amb el transiranià a Ahwaz. El II Plan Septennal (1955-1962) va aportar un notable desenvolupament a la ciutat.
Durant la guerra Iran-Iraq (1980-1982) Khorramxahr fou una de les ciutats que més va patir i fou devastada pels iraquians. La ciutat era una de les principals de la zona del golf i la població era relativament rica i cosmopolita que superava els 200.000 habitants (el comtat). El 17 de setembre de 1980 Saddam Hussein va declarar annul·lat l'acord d'Alger de 6 de març de 1975 i va iniciar poc després la guerra. Khorramxahr va ser atacada el 22 de setembre; l'1 d'octubre part de la ciutat estava ocupada però les baixes iraquianes foren importants i l'ofensiva es va aturar; es va reprendre l'11 d'octubre i la ciutat va caure quasi completament el 26 d'octubre; els darrers resistents l'havien ja evacuat el 10 de novembre. Gran nombre d'edificis i instal·lacions estaven en ruïnes.
L'abril de 1982 l'operació Beit ol-Moqaddas (persa: بیت المقدس) va permetre als iranians recuperar la ciutat; la zona Ahwaz-Susangerd fou atacada des del 24 d'abril al 12 de maig; els iraquians es van retirar i el 20 de maig van llançar el contraatac que fou rebutjat. Llavors els iranians van atacar la ciutat i van capturar les línies defensives a Pol-e No i Xalamtxeh. Els iranians van creuar el Xatt al-Arab i van rodejar la ciutat que va quedar assetjada; el 24 de maig, després de dos dies de lluita, els desmoralitzats soldats iraquians es rendien i quedaven presoners i uns dos mil foren executats (acusats de violació de dones iranianes), per la qual cosa el dia 24 de maig fou declarat a l'Iraq com el "Dia dels Màrtirs" mentre a l'Iran era declarat "Dia de l'alliberament de Khorranxahr". Pocs edificis quedaven en peu; encara que Abadan i Ahwaz (i altres poblacions) havien quedat malmeses, el nivell de destrucció no era en lloc comparable al de Khorramxahr. la ciutat s'ha anat recuperant lentament i el 2010 encara no hauria arribat a la població de la zona d'abans de la guerra (uns 175.000 habitants, i abans de la guerra uns 220.000)

## Xeics de Muhammara
- Xeic Yusuf ibn Mardo 18?? – 1819
- Xeic Jabir al-Kaabi Khan ibn Mardo 1819 – 1881
- Xeic Maz'al Khan ibn Jabir Khan (Muaz us-Sultana) 1881 – 1897
- Xeic Khaz'al Khan ibn Jabir,(Sardar-i Aqdas) 1897 – 1925